# Algeriska cupen (volleyboll, damer)
Algeriska cupen (franska: Coupe d'Algerie) är en årlig volleybolltävling för damklubblag i Algeriet, arrangerad av Algeriets volleybollförbund  sedan 1964.

## Resultat per år[1]
| Upplaga                 | Upplaga                                   | Podium            | Podium                             | Podium     |
| Säsong                  | Spelplats för finalen                     | Mästare           | Matchresultat                      | Finalist   |
| ----------------------- | ----------------------------------------- | ----------------- | ---------------------------------- | ---------- |
| 1964-65 mer information | -                                         | ?                 | -                                  | -          |
| 1965-66 mer information | -                                         | ?                 | -                                  | -          |
| 1966-67 mer information | -                                         | NA Hussein Dey    | -                                  | -          |
| 1967-68 mer information | -                                         | NA Hussein Dey    | -                                  | -          |
| 1968-69 mer information | -                                         | NA Hussein Dey    | -                                  | -          |
| 1969-70 mer information | -                                         | NA Hussein Dey    | -                                  | -          |
| 1970-71 mer information | -                                         | NA Hussein Dey    | -                                  | -          |
| 1971-72 mer information | -                                         | NA Hussein Dey    | -                                  | -          |
| 1972-73 mer information | -                                         | ASV Blida         | -                                  | -          |
| 1973-74 mer information | -                                         | NAR Skikda        | -                                  | -          |
| 1974-75 mer information | -                                         | JSS El-Biar       | -                                  | -          |
| 1975-76 mer information | -                                         | El-Djazair Riadha | -                                  | -          |
| 1976-77 mer information | -                                         | El-Djazair Riadha | -                                  | -          |
| 1977-78 mer information | -                                         | MP d'Alger        | -                                  | -          |
| 1978-79 mer information | -                                         | MP d'Alger        | -                                  | -          |
| 1979-80 mer information | -                                         | MP d'Alger        | -                                  | -          |
| 1980-81 mer information | -                                         | MP d'Alger        | -                                  | -          |
| 1981-82 mer information | -                                         | NADIT Alger       | -                                  | -          |
| 1982-83 mer information | -                                         | MP d'Alger        | -                                  | -          |
| 1983-84 mer information | -                                         | MP d'Alger        | -                                  | -          |
| 1984-85 mer information | -                                         | RIJ Algeri        | -                                  | -          |
| 1985-86 mer information | -                                         | MP d'Alger        | -                                  | -          |
| 1986-87 mer information | -                                         | MP d'Alger        | -                                  | -          |
| 1987-88 mer information | -                                         | MP d'Alger        | -                                  | -          |
| 1988-89 mer information | -                                         | NA Hussein Dey    | -                                  | -          |
| 1989-90 mer information | -                                         | MC d'Alger        | -                                  | -          |
| 1990-91 mer information | -                                         | MC d'Alger        | -                                  | -          |
| 1991-92 mer information | -                                         | MC d'Alger        | -                                  | -          |
| 1992-93 mer information | -                                         | ASW Béjaïa        | -                                  | -          |
| 1993-94 mer information | -                                         | ASW Béjaïa        | -                                  | -          |
| 1994-95 mer information | -                                         | ASW Béjaïa        | -                                  | -          |
| 1995-96 mer information | -                                         | ASW Béjaïa        | -                                  | -          |
| 1996-97 mer information | -                                         | MC d'Alger        | -                                  | -          |
| 1997-98 mer information | -                                         | ASW Béjaïa        | -                                  | -          |
| 1998-99 mer information | -                                         | ASW Béjaïa        | -                                  | -          |
| 1999-00 mer information | -                                         | MC d'Alger        | -                                  | -          |
| 2000-01 mer information | -                                         | MC d'Alger        | -                                  | -          |
| 2001-02 mer information | -                                         | MC d'Alger        | -                                  | RIJ Algeri |
| 2002-03 mer information | -                                         | MC d'Alger        | -                                  | MB Béjaïa  |
| 2003-04 mer information | -                                         | NC Béjaïa         | -                                  | ASW Béjaïa |
| 2004-05 mer information | -                                         | GS Chlef          | 3 - 0 (?)                          | NC Béjaïa  |
| 2005-06 mer information | -                                         | NC Béjaïa         | 3 - 0 (25-19, 27-25, 25-23)        | GS Chlef   |
| 2006-07 mer information | -                                         | NC Béjaïa         | 3 - 2 (?)                          | MC d'Alger |
| 2007-08 mer information | -                                         | MC d'Alger        | 3 - 1 (?)                          | NC Béjaïa  |
| 2008-09 mer information | -                                         | GS Petroliers     | 3 - 0 (25-14 25-22 25-19)          | NC Béjaïa  |
| 2009-10 mer information | -                                         | GS Petroliers     | 3 - 1 (25-20, 23-25, 25-22, 25-17) | GS Chlef   |
| 2010-11 mer information | -                                         | GS Petroliers     | 3 - 1 (25-16, 23-25, 25-17, 25-15) | NC Béjaïa  |
| 2011-12 mer information |                                           | GS Petroliers     | 3-0                                | ASW Béjaïa |
| 2012-13 mer information |                                           | GS Petroliers     | 3-0 25-13 25-14 25-15              | WO Chlef   |
| 2013-14 mer information | Salle Harcha Hassan, Alger                | GS Petroliers     | 3-0 (25-19, 25-21, 25-15)          | MB Béjaïa  |
| 2014-15 mer information |                                           | GS Petroliers     | 3-0                                | ASW Béjaïa |
| 2015-16 mer information | Salle Harcha Hassan, Alger                | GS Petroliers     |                                    | NR Chlef   |
| 2016-17 mer information | Salle omnisports, Hassen Chaalal de Blida | GS Petroliers     | 3-0 (25-11, 25-16, 25-20)          | MB Béjaïa  |
| 2017-18 mer information | Salle omnisports de Rouiba                | GS Petroliers     | 3-0 (25-16, 25-15, 25- 22          | ASW Béjaïa |
| 2018-19 mer information | Salle oms de Ain-taya, Alger              | GS Petroliers     | 3-0                                | NR Chlef   |